# Eduard Autar
Eduard Autar (14 juli 1959) is een Surinaams dammer. In 1986 verwierf hij de titel van internationaal Grootmeester.

## Biografie
Eduard Autar leerde het dammen van zijn vader en vervolgens vanaf 1978 bij Soekhoe Ramansing. Een jaar later deed hij mee aan het landskampioenschap; hij werd winnaar van de algemene klasse en vijfde van het toernooi. Hetzelfde jaar werd hij met Franklin Waldring gedeeld zesde op het eerste Fernandes Invitatie Toernooi. In 1980 eindigde hij gelijk met Eduard Autar tijdens het landskampioenschap, waarna de Surinaamse Dambond besloot om aansluitend een tweekamp te houden. Toen ook deze onbeslist bleef, werden beide dammers uitgeroepen tot winnaar van het toernooi. Het jaar erop werd hij tweede en in 1982 en 1983 werd hij opnieuw eerste.
Tijdens het Pan-Amerikaans kampioenschap van 1981 in Haïti werd hij derde en verkreeg hij een plaatsbewijs voor het wereldkampioenschap in Brazilië. Tijdens het WK van 1982 werd hij tiende, wat hem tevens zijn eerste internationale Meesterstitel opleverde. Tijdens het Pan-Amerikaans kampioenschap van 1983 in de Verenigde Staten werd hij opnieuw tweede. Dit leverde hem zijn tweede Meesterstitel op en een plaatsing voor de WK in Dakar, Senegal. Hier werd hij 14e en behaalde hij zijn derde internationale Meesterstitel.
Tijdens het werldcontinententoernooi in 1985 in Valkenburg, Nederland, vormde hij met de Amerikaan Iser Koeperman en de Braziliaan Texeira het team van het Amerikaanse continent. Hier wist hij bij de tweede speler van de wereld, Rob Klerk, een remise af te dwingen. In oktober van hetzelfde jaar werd hij derde tijdens het Pan-Amerikaans kampioenschap. In mei 1986 vertegenwoordigden Eudard Autar, Ronald Roethoef en Harold Chitanie Suriname tijdens de Dam Olympiade in Valkenburg. Tijdens dit toernooi behaalde Suriname de vierde plaats. Op persoonlijke titel nam hij de gedeelde eerste plaats in met de Wit-Rus Anatoli Gantvarg en werd hij tegelijkertijd de eerste internationale Grootmeester (GMI), als eerste van Suriname en het gehele Amerikaanse continent. Dat jaar bereikte hij met een zesde plaats zijn hoogste notering uit zijn carrière op de wereldlijst van dammers. Tijdens het WK van 1988 in Paramaribo eindigde hij op de twaalfde plaats. In 1989 won hij wederom de Surinaamse landstitel.
Hij emigreerde naar Nederland, maar bleef wel actief voor de Surinaamse damsport, zowel in Nederland als in Suriname. In 1995 werd hij derde tijdens het Open Nederlands Kampioenschap in Nijmegen. Ter ere van hem organiseert de Jongeren Federatie Wanica (Jofewa) terugkerend het Eduard Autardamtoernooi.

## Palmares
Hij speelde tijdens de volgende internationale kampioenschappen of bereikte bij de andere wedstrijden de eerste drie plaatsen:
- 1980  Landskampioenschap Suriname, samen met Franklin Waldring
- 1981  Landskampioenschap Suriname
- 1981  Pan-Amerikaans kampioenschap, Port-au-Prince, Haïti
- 1982  Landskampioenschap Suriname
- 1982 10e Wereldkampioenschap dammen São Paulo, Brazilië
- 1983  Landskampioenschap Suriname
- 1983  Pan-Amerikaans kampioenschap, Philadelphia, Verenigde Staten
- 1984  MNP (Van der Meer Neoprint) Toernooi, Utrecht, Nederland
- 1986 14e Wereldkampioenschap dammen Groningen, Nederland
- 1985  Pan-Amerikaans kampioenschap, Ituiutaba, Brazilië
- 1986 14e Wereldkampioenschap dammen Groningen, Nederland
- 1988 12e Wereldkampioenschap dammen Paramaribo, Suriname
- 1989  Landskampioenschap Suriname
- 1990 16e Wereldkampioenschap dammen Groningen, Nederland
- 1995  Open Nederlands Kampioenschap, Nijmegen, Nederland
- 2014  Boboli Toernooi, Vereniging Promotie Damsport, Groep A, Bunschoten, Nederland